# 唇毛蚶
唇毛蚶（学名：Anadara labiosa），是魁蛤目魁蛤科的一种。舊屬毛蚶属（Scapharca）

## 分佈
在亞洲主要分佈於中国大陆，在美洲大陸只出沒於拉丁美洲西岸，從下加里福尼亞到秘魯北部。常栖息在潮下带。